# Silbersee IV (Haltern am See)

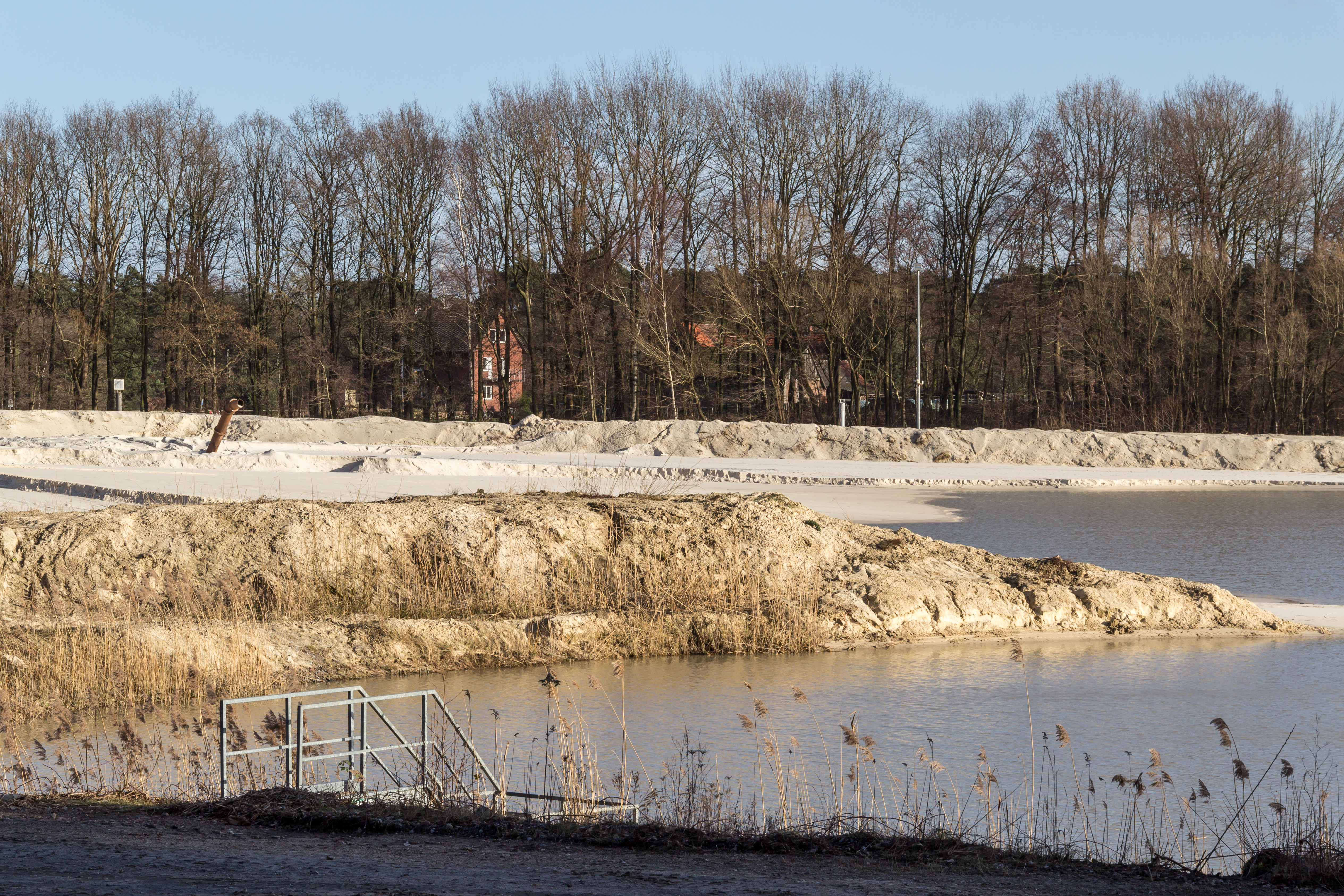
Silbersee IV, 2014

Der Silbersee IV ist ein Stillgewässer im Landschaftsschutzgebiet Silberseen und Schmaloer Heide bei Haltern am See. Er liegt östlich des Silbersees III und ist deutlich kleiner. Er wird ausschließlich zur Quarzsandgewinnung genutzt durch die Quarzwerke Haltern. Er ist nicht zugänglich.